# Oakland Alameda Coliseum
O Oakland Coliseum (ou RingCentral Coliseum) é um estádio localizado em Oakland, Califórnia, Estados Unidos. É utilizado pelo time de beisebol Oakland Athletics (MLB). Foi também utilizado como casa pelo Oakland Raiders (NFL) entre 1966 e 1981 e entre 1995 e 2019 e pelo time de futebol San Jose Earthquakes em 2008 e 2009. Tem capacidade atual para 46.867 torcedores em jogos de beisebol e para 56.057 na sua última configuração para futebol americano.
Já foi chamado de Oakland-Alameda County Coliseum (1966–1998, 2008-2011), Network Associates Coliseum (1998–2004), McAfee Coliseum (2004-2008), O.co Coliseum (2009-2015), mas é conhecido pelos torcedores como The Coliseum ("O Coliseu").

## História

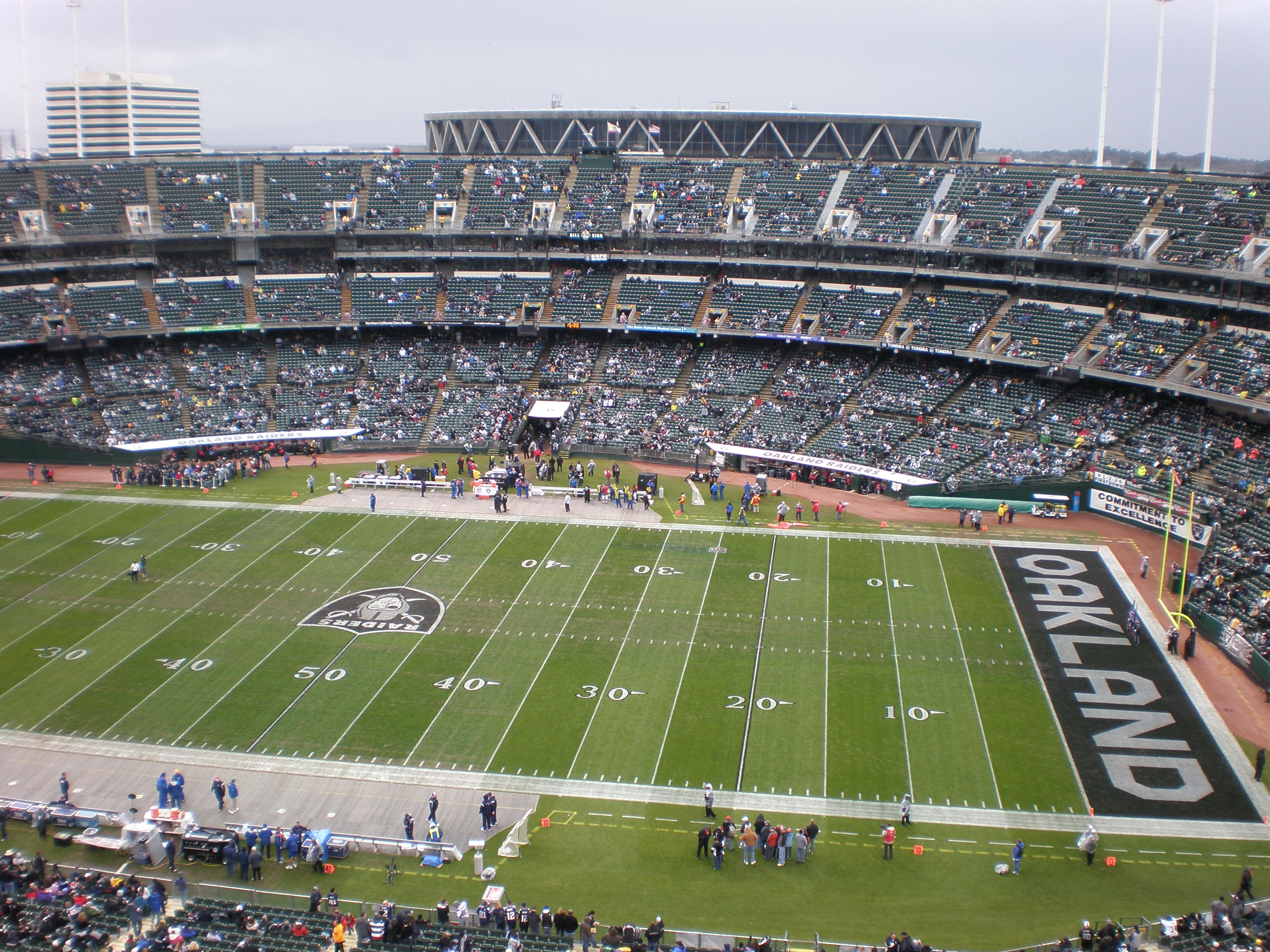
O estádio na sua configuração para futebol americano.

O estádio foi inaugurado em 18 de setembro de 1966, numa partida do Oakland Raiders. Em 1968, o Kansas City Athletics mudaram-se para Oakland, virando o Oakland Athletics. A primeira partida na nova casa foi em 17 de abril de 1968.
Desde sua inauguração tem como vizinho menor a Oracle Arena, casa do time de basquetebol da NBA Golden State Warriors.
De 1982 até 1994, o Oakland Raiders se mudou para Los Angeles, deixando o Coliseum só para os Athletics. Em julho de 1995 o Los Angeles Raiders voltou para o Coliseum. Várias reformas foram feitas para a temporada 1996. Quando os Raiders se mudaram para Las Vegas (citando, entre outras coisas, o estado ultrapassado do estádio), o Oakland Coliseum passou a ser utilizado apenas pelos Athletics.
O estádio já recebeu o World Series em 1972, 1988, 1989 e 1990, o All-Star Game da MLB de 1987.